# Manasseh II
Menasseh ben Zebulun był hipotetycznym żydowskim władcą Chazarów, o którym mowa w niektórych zachowanych listach wchodzących w skład korespondencji Chazarów. W niektórych wersjach nazywany jest Mosze lub Mojżeszem.
Panował prawdopodobnie pod koniec IX wieku n.e. Niewiele wiadomo o jego rządach. Podobnie jak w przypadku innych władców Bulanidów, nie jest jasne, czy Menasseh był kaganem, czy kaganem-bekiem Chazarów, chociaż to drugie jest bardziej prawdopodobne. Historyczna autentyczność i dokładność jedynego dokumentu wymieniającego jego imię została zakwestionowana.

## W kulturze
W serii Crusader Kings jednym z grywalnych władców jest Manasseh II Bulanid, przedstawiony jako kagan Chazarów.